# 前1190年代
| 千纪： | 前2千纪 |
| 世纪： | 前13世纪 \| 前12世纪 \| 前11世纪                                                                                     |
| 年代： | 前1220年代 \| 前1210年代 \| 前1200年代 \| 前1190年代 \| 前1180年代 \| 前1170年代 \| 前1160年代                       |
| 年份： | 前1199年 \| 前1198年 \| 前1197年 \| 前1196年 \| 前1195年 \| 前1194年 \| 前1193年 \| 前1192年 \| 前1191年 \| 前1190年 |

## 重要事件及趋势
- 前1197年，根据邵雍关于易经的学说，第一个时期（前1197年—前982年）开始。
- 前1194年，传说中的特洛伊战争的开始。
- 前1192年，商朝国王武丁去世。
- 前1191年，传说中统治23年的雅典国王墨涅斯修斯在特洛伊战争爆发后去世，由他的侄子得摩丰（忒修斯的儿子）即位。

## 重要人物
- 阿蒙麦西斯、塞提二世、西普塔、塔沃斯塔王后，古埃及第十九王朝法老
- 图库尔蒂-尼努尔塔一世、亚述纳迪纳普利、亚述尼拉里三世，亚述国王
- 阿达德-舒马-乌苏尔，巴比伦第三王朝国王